# Rotala serpiculoides
Rotala serpiculoides är en fackelblomsväxtart som beskrevs av Friedrich Welwitsch och William Philip Hiern. Rotala serpiculoides ingår i släktet Rotala och familjen fackelblomsväxter. Inga underarter finns listade i Catalogue of Life.